# Рождённые неприкаянными
«Рождённые неприкаянными» (англ. The Born Losers) — кинофильм 1967 года, боевик режиссёра Тома Лафлина. Фильм демонстрировался в СССР на широком экране в конце 1980-х.

## Сюжет
Банда байкеров пытается помешать законному окончанию судебного дела, заведенного не в их пользу. Им противостоит житель маленькой фермы в окрестностях небольшого городка на Среднем Западе.

## В ролях
- Tom Laughlin — Billy Jack (Билли Джек)
- Elizabeth James — Vicky Barrington (Вики Баррингтон)
- Jeremy Slate — Daniel 'Danny' Carmody
- William Wellman Jr. — Child
- Jack Starrett — Deputy Fred

## Факты
- The Born Losers был первым из ряда фильмов с главным героем Билли Джеком (Billy Jack). Как обычно бывает, первый фильм всегда лучше всех последующих.
- Актер Джереми Слейт сыграл главные роли во многих фильмах про байкеров 60-70-х годов XX в.
- Сцена, в которой мотоциклист влетает в пруд, взята из фильма AIP «Призрак в невидимом бикини» (1966).